# Omvendt Blå Kors
Omvendt Blå Kors er rockbandet Red Warszawas fjerde studiealbum. Albummet indeholder kun én genudgivelse (fra et tidligere demobånd), hvilket er sangen med samme navn som selve bandet, Red Warszawa.
Albummet var også første studiealbum med trommeslageren Måtten Møbelbanker, og sidste album hvor bassisten, Tonser Henrik medvirkede. CD'en varer 53 minutter, og og har undertitlen Greatest Hits 1986-2002 Volume 4.

## Sange
1. "2000 tyskere"
2. "Die Brügge"
3. "Bøsse dræbt med stegegaffel"
4. "Jernedød"
5. "Connie dans for mig"
6. "Er du lidt tyk"
7. "Professor Pungmose"
8. "Fuckin' op i røven Jonna 5"
9. "Jeg headbanger stadig"
10. "Barbiedukkeland"
11. "March of the N.O.L."
12. "Motorvej"
13. "Praktikanten"
14. "Paranoia"
15. "Pigefnat"
16. "Perleporten"
17. "Jeg er kristen"
18. "Jeg ved godt jeg ikke skal sove med en hånd oppe i røven"
19. "I aften er det rygeraften"
20. "Red Warszawa"
21. "Atomkrig og dåseøl"

## Medvirkende
- "Lækre" Jens Mondrup – Vokal
- "Heavy" Henning Nymand – Guitar
- "Tonser" Henrik – Bas
- Måtten Møbelbanker – Trommer